# Südafrikanische Botschaft in Berlin

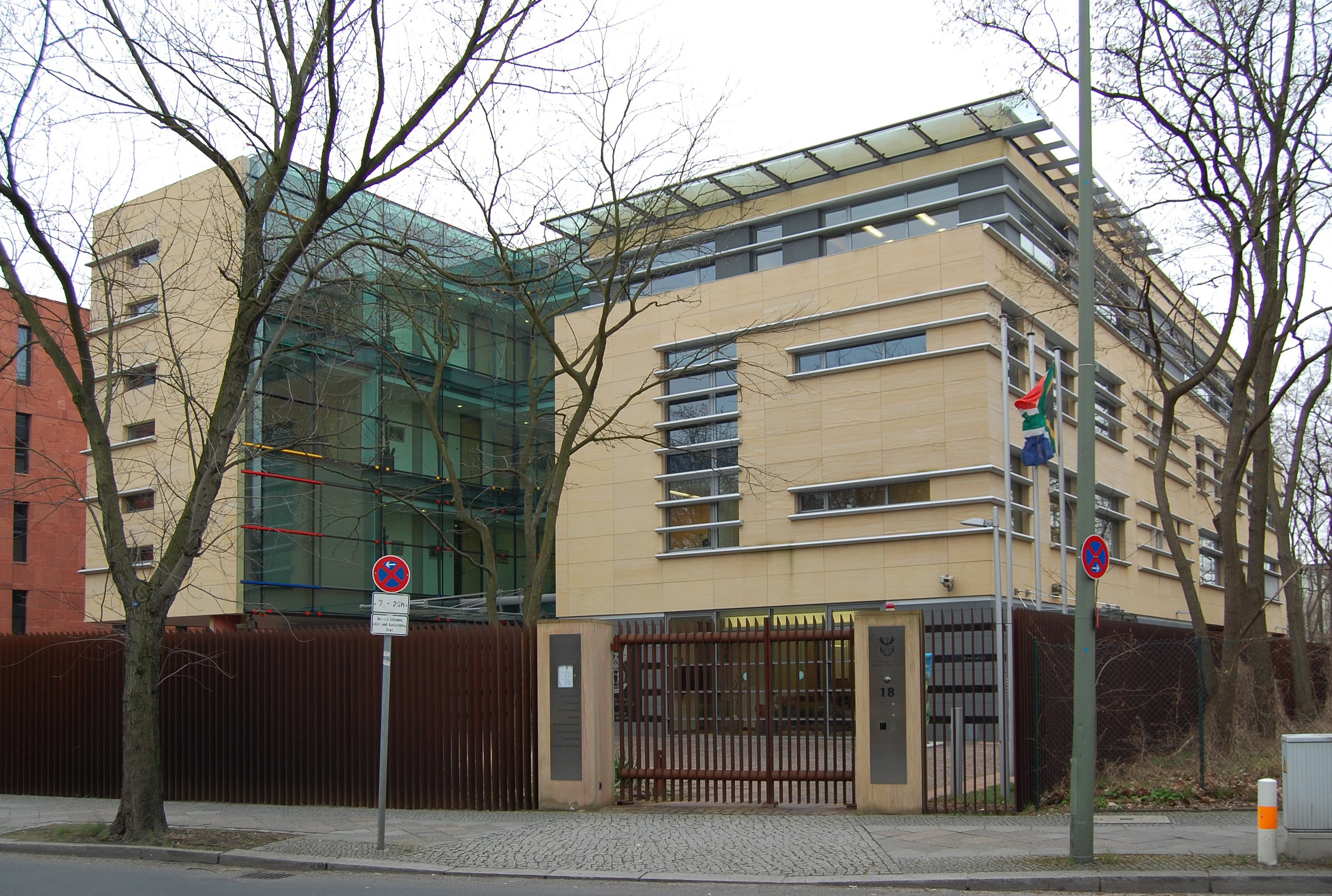
Südafrikanische Botschaft in Berlin-Tiergarten

Die südafrikanische Botschaft in Berlin befindet sich in der Tiergartenstraße 18 im Botschaftsviertel des Ortsteils Tiergarten (Bezirk Mitte). Sie wurde von 2002 bis 2003 als Hauptsitz der diplomatischen Vertretung Südafrikas in Deutschland errichtet.
Botschafter ist seit dem 11. Oktober 2016 Phumelele Stone Sizani.
Südafrika unterhält ein Generalkonsulat in München und Honorarkonsulate in Bremen, Dortmund, Dresden, Erfurt, Hamburg, Lübeck und Stuttgart.

## Geschichte
Südafrika und die Bundesrepublik Deutschland nahmen am 14. August 1951 diplomatische Beziehungen auf. Ab 1975 residierte die südafrikanische Botschaft im Bonner Stadtbezirk Bad Godesberg, Auf der Hostert 2 (siehe: Botschaft der Republik Südafrika in Bonn). Aufgrund des Umzugs von Parlament und Regierung der Bundesrepublik nach Berlin verlegte Südafrika seine Botschaft im Jahr 1999 nach Berlin und bezog zunächst ein provisorisches Domizil in der Friedrichstraße 60 im Ortsteil Mitte des gleichnamigen Bezirks. 2003 wurde der Botschaftsneubau in der Tiergartenstraße 18 eröffnet.
Diplomatische Beziehungen zur DDR wurden nicht aufgenommen.

## Lage

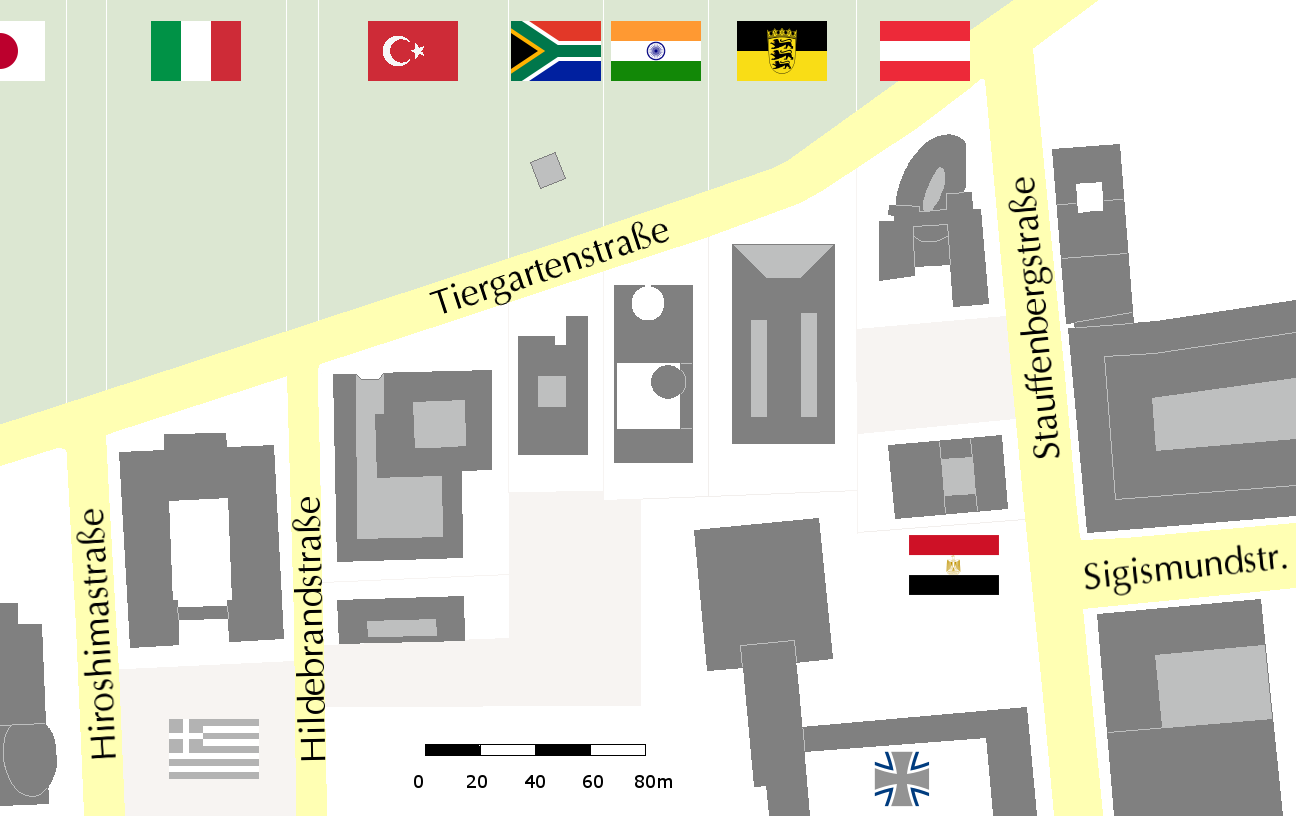
Lage der Botschaft

Die Botschaft befindet sich in der Tiergartenstraße 18 am südlichen Rand des Tiergartens, zwischen Hildebrandstraße und Stauffenbergstraße. In diesem Block befinden sich derzeit vier Gebäude. Direkter Nachbar der südafrikanischen Botschaft ist östlich – von der Tiergartenstraße aus gesehen links – die indische Botschaft (Nr. 16/17). Auf dem westlichen Nachbargrundstück – von der Tiergartenstraße aus gesehen rechts – befindet sich die türkische Botschaft, auf der anderen Straßenseite – in der Sichtachse des Gebäudeinnenhofs – ein Richard-Wagner-Denkmal.

## Bau und Architektur
Das knapp 2600 m² große Grundstück der Botschaft Südafrikas ist rund 35 Meter breit, knapp 75 Meter tief und zur Straße leicht schräg ausgerichtet. Vor den Zerstörungen des Zweiten Weltkriegs befand sich auf dem Grundstück unter anderem mit der Hausnummer 18b die ägyptische Gesandtschaft. Das Nachbargrundstück mit der damaligen Nummer 17a war im Besitz Südafrikas und beherbergte in einer neoklassizistischen Villa die Gesandtschaft der Union von Südafrika. Nachdem Südafrika in den 1930er Jahren das östliche Nachbargrundstück erworben hatte, konnte diese Villa erweitert werden. Die Gesandtschafts-Villa wurde im Zweiten Weltkrieg zerstört, die Ruine 1951 gesprengt und das Grundstück geräumt. Die brachliegenden Grundstücke Tiergartenstraße 17a/18 blieben auch nach der Teilung Berlins im Besitz Südafrikas und waren bis 1996 für einen symbolischen Geldbetrag an das Land Berlin verpachtet, das hier den Grünzug des Tiergartens erweitern wollte. 1997 fiel die Entscheidung, auf dem nun zur Nummer 18 zusammengelegten Grundstück einen Botschaftsneubau zu errichten.
Am 14. November 2003 wurde die südafrikanische Botschaft in Anwesenheit der damaligen Außenminister von Deutschland und Südafrika – Joschka Fischer und Nkosazana Dlamini-Zuma – feierlich eröffnet. Erster südafrikanischer Botschafter, der den Neubau beziehen konnte, war Sibusiso Bengu. Die Baukosten betrugen 9,5 Millionen Euro, was im Vergleich zu anderen Botschaftsneubauten der 1990er Jahre günstig erscheint. Allerdings enthalten die Baukosten aufgrund des Vorbesitzes nicht den Wert des Grundstücks, was den Vergleich relativiert. Die Botschaft in Berlin war der erste Botschaftsneubau Südafrikas seit dem endgültigen Ende des Apartheidregimes 1994 und sollte so in besonderer Weise das „neue, demokratische Südafrika“ repräsentieren.

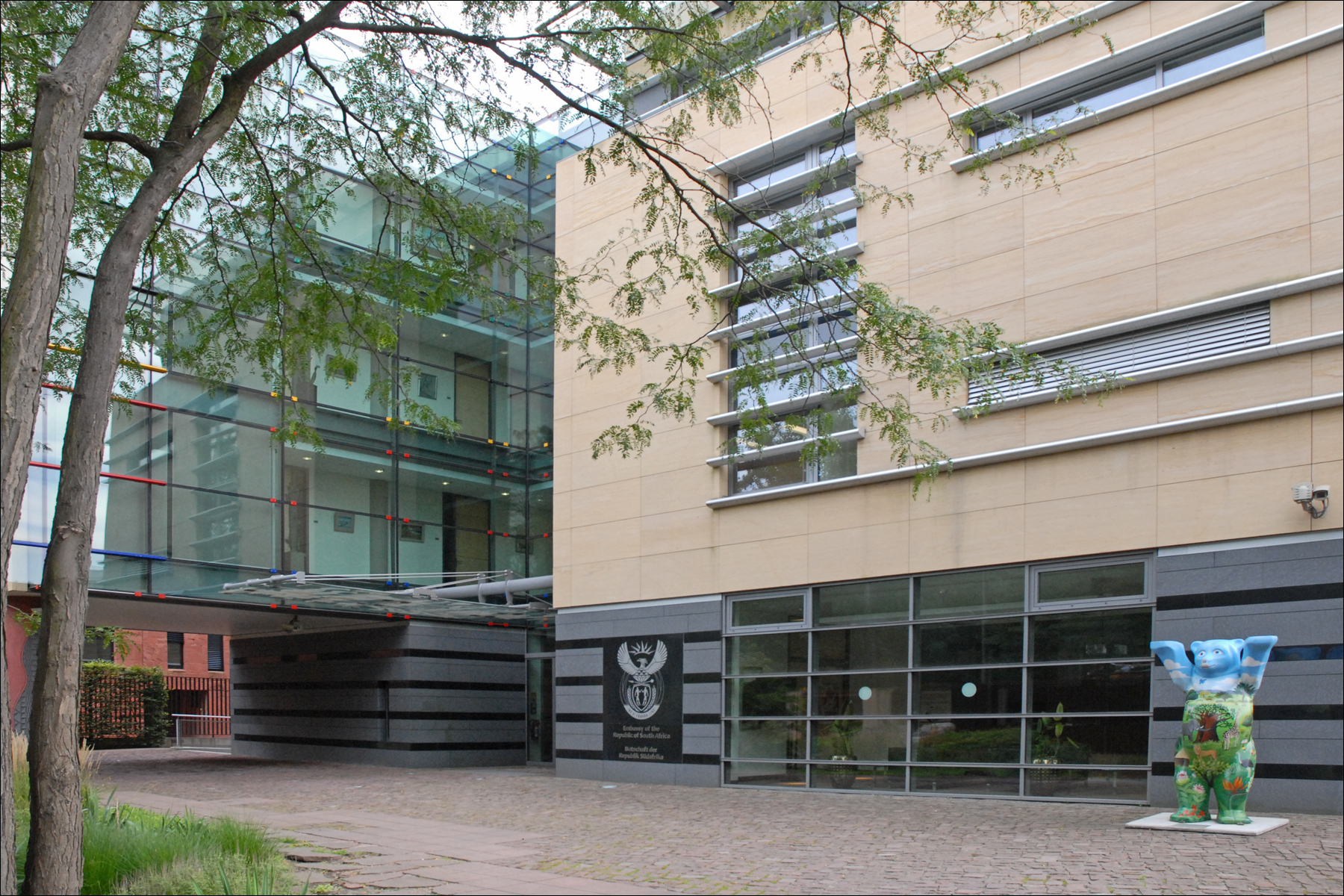
Detail der Fassadengestaltung mit Lamellen, davor: Buddy Bär Südafrika

Der Bebauungsplan schreibt für das Gebiet eine Bebauung mit freistehenden Stadtvillen vor, die mindestens zehn Meter voneinander entfernt und maximal 16 Meter hoch sein dürfen. Der Entwurf des Architekturbüros mma architects (Mphethi Moroje, Luyanda Mpahlwa, Alun Samuels, Gandhi Maseko, Johannesburg/Kapstadt/Berlin) für die Botschaft als Solitär geht bis an die Grenzen dieser Vorgaben, indem der Gebäudegrundriss 24 Meter × 52 Meter misst. Der Grundriss setzt sich aus zwei L-förmigen Gebäuderiegeln zusammen, deren kürzerer Schenkel parallel zur Grundstücksfront ausgerichtet ist. Die Gebäuderiegel bilden nach außen ein Rechteck und umschließen nach innen ein Atrium. Der östliche Gebäudeteil kragt aus der Vorderfront hervor und bildet so eine gestaffelte Fassade, die der zum Grundstück leicht schiefen Tiergartenstraße folgt. Auch die Gebäudehöhe von 16 Metern entspricht der Maximalhöhe, gegliedert in Untergeschoss, Erdgeschoss und drei Obergeschosse. Die Fassade ist im Vergleich zur benachbarten Indischen Botschaft eher zurückhaltend gestaltet: Der Sockel ist mit schwarzem Hartgestein aus Simbabwe verkleidet, die Obergeschosse besitzen teils eine Glasfassade und teils eine Verkleidung aus gelblichem „Golden Dawn“-Sandstein aus Naboomspruit in der südafrikanischen Provinz Limpopo. Die Sandsteinflächen werden durch horizontale Aluminium-Bänder gegliedert, die aus der Fassade hervorstehen und so zudem eine Sonnenschutzfunktion haben. Verputzte Flächen im Inneren und Äußeren der Botschaft sind mit der traditionellen Litema-Technik gestaltet.